# Pityohyphantes lomondensis
Pityohyphantes lomondensis là một loài nhện trong họ Linyphiidae.
Loài này thuộc chi Pityohyphantes. Pityohyphantes lomondensis được Ralph Vary Chamberlin & Wilton Ivie miêu tả năm 1941.